# 郭黒略
郭 黒略（かく こくりゃく、生没年不詳）は、五胡十六国時代後趙の武将。石勒十八騎の一人。西域からの渡来僧仏図澄を石勒と引き合わせた人物である。

## 経歴
305年頃、傭兵稼業を行っていた石勒に合流し、共に群盗となり各地を荒らして絹や宝玉を略奪して回った。
以後も石勒に仕え、やがて将軍に任じられた。
311年頃、石勒に従って葛陂に駐屯した。当時、石勒は妄りに殺戮を行っており、沙門の多くが被害に遭っていた。西域からの渡来僧である仏図澄はこの事態を憂え、石勒を教化したいと考えていたが、彼と会う機会を得られなかった。郭黒略はかねてより仏教を奉じていたので、仏図澄を食客として迎え入れると、五戒を遵守してその教えに従い、弟子の礼をもって彼を崇めたという。
312年頃、石勒は葛陂から河北に帰る途上で枋頭を通過したが、枋頭の民はその陣営を襲撃しようとした。この時、仏図澄は郭黒略へ「すぐに賊が至ります。公（石勒）に知らせるべきです」と述べ、郭黒略は石勒にこの事を告げた。果たして仏図澄の目論み通り賊が襲来したが、備えをしていたので敗れることがなかった。
その後、郭黒略は石勒に従っていくつもの征伐に赴いたが、仏図澄の進言に従って物事の成敗を見抜いたという。その為、石勒はこれに疑問を抱いて「我は卿の智謀がこれほど衆より突出しているとは知らなかった。いつもどうやって行軍の吉凶を知り得ているのかね」と問うと、郭黒略は「将軍の天挺・神武と霊の助ける所に他なりませんが、ただ1人並みはずれた術智を有する沙門がおり、将軍が中原を所有するに当たっては自らがその師となるのだと言っております。臣がこれまで話した事は、すべてその言に従ったものです」と答えた。これにより石勒は仏図澄を召し出すと「天の賜りものである」と喜び、以後重用するようになった。
その後も郭黒略と仏図澄の関係は続き、石勒が気まぐれで諸道士を殺害した時は、仏図澄を自らの家に匿っている。
後に郭黒略は兵を率いて長安北山の羌族征伐に向かったが、伏兵により包囲されてしまった。この時、仏図澄は堂上で座していたが、顔色を変えて「郭公（郭黒略）は今、厄の中にある」と述べ、周囲の僧へ「衆僧よ。（郭黒略の為に）祝願するのだ」と唱え、仏図澄自らもまた祝願した。そして「もし東南に出れば活路があるが、他に向かえば困となるであろう」と述べると、また改めて祝願した。しばらくすると「脱したな」と告げた。
1月余りすると、郭黒略は無事に帰還した。彼が自ら羌族に包囲された時の事を語るには、東南へ走って突破を図ったが、馬が疲労してしまった。この時、配下の者と遭遇し、彼は自らの乗馬を差し出して「公はこの馬に乗り下さい。小人（私）が公の馬に乗ります。救われるか否かは天命によりましょう」と告げた。郭黒略はその馬を得た事で逃れる事が出来たという話であった。これはちょうど仏図澄が衆僧とともに祝願していた時の事だったという。